# Nhà tắm Caracalla
Nhà tắm Caracalla (tiếng Ý: Terme di Caracalla) tại Roma nước Ý là nhà tắm công cộng (tiếng Latinh: thermae) nổi tiếng nhất cả về mặt tiện nghi lẫn về quy mô đồ sộ đứng hàng thứ hai của Đế quốc La Mã được xây dựng ở kinh thành Roma từ năm 212 đến 217, dưới thời trị vì của các Hoàng đế Septimius Severus và Caracalla. Chris Scarre còn cho biết thời gian xây dựng dài hơn, khoảng năm 211-217. Dựa theo nguồn sử liệu ghi chép lại cho thấy ý tưởng về nhà tắm đã có từ thời Septimius Severus và chỉ được hoàn thành hoặc khai trương dưới triều đại của Caracalla, đó cũng chính là lý do mà nhà tắm này lấy tên ông. Điều này cho phép một khung thời gian xây dựng dài hơn. Người La Mã đã phải dùng đến hơn 2.000 tấn nguyên liệu mỗi ngày với hàng vạn nhân công trong vòng sáu năm mới hoàn thành công trình trong thời gian này. Hiện nay đây là một trong những địa điểm thu hút khách du lịch từ khắp nơi trên thế giới.
Vào thế kỷ 19 và đầu thế kỷ 20, mẫu thiết kế nhà tắm Caracalla lại được sử dụng như là nguồn cảm hứng cho một số công trình hiện đại, bao gồm Hội trường St George ở Liverpool và Ga Pennsylvania tại thành phố New York. Tại Thế vận hội Mùa hè năm 1960, đây là địa điểm tổ chức các sự kiện môn thể dục dụng cụ. Nhà tắm còn là địa điểm khảo cổ duy nhất ở Roma bị một trận động đất gần L'Aquila làm hư hại vào năm 2009.

## Đặc điểm
Nhà tắm Caracalla là một công trình đồ sộ nằm trên một khu đất hình vuông, mỗi cạnh là 350m, tổng diện tích là 14.000 hécta. Trong tòa nhà chính dài 228m rộng 115m, các phòng tắm bố trí đối xứng qua trục chính. Những phòng này đều có sảnh vào riêng rẽ với những hàng cột để đảm bảo tốt cho việc đi lại. Phòng chính ở giữa được lợp bởi ba chiếc vòm lớn, có những cửa lấy ánh sáng ngay dưới sát những cung cuốn của vòm, làm cho nội thất của tòa sảnh lớn này tràn ngập ánh sáng, soi rõ những hoa văn trên đầu cột theo kiểu cột Corinth và ở những múi trần của vòm cuốn. Các phòng được xây rất rộng, tường rất dày và chắc. Nhà tắm này cao 35m cho đến nóc vòm.
Cấu trúc nhà tắm gồm: phòng gửi quần áo, phòng tắm nước ấm (tepidarium), phòng tắm nước nóng (caldarium) hay tắm hơi và phòng tắm nước lạnh (frigidarium). Nhà tắm có sức chứa tới 3.000 người đến tắm một lúc. Khu vực bên trong nhà tắm được trang trí nhiều đá cẩm thạch, khảm trên các tường, đài phun nước, đặc biệt là những bức tượng về các vị thần trong thần thoại Hy Lạp rất sống động và có giá trị nghệ thuật cao. Bên ngoài nhà tắm có những phòng thi đấu thể dục thể thao (palaestra), nơi nghỉ ngơi, phòng đọc sách, phòng trưng bày các tác phẩm nghệ thuật, nhà ăn, nơi dạo chơi, vườn hoa, cầu dẫn nước... Vì thế, người La Mã đến đây không chỉ để tắm rửa, mà còn là nơi giải trí, gặp gỡ bạn bè, đọc sách báo, luyện tập thể dục thể thao...
Thiết bị kỹ thuật của công trình cũng rất đáng chú ý. Bên trong tường của công trình có những hệ thống đường ống phức tạp để dẫn nước nóng và hơi ấm. Mặt khác, hệ thống sưởi cho nhà tắm được đặt ở tầng hầm, nên nước được thường xuyên được cung cấp, đảm bảo cho mọi người có thể thoải mái thư giãn. Trên khu đất của công trình có bể nước chứa tới 33.000m³ nối liền với thủy kiều (cầu dẫn nước) xây dựng bằng đá phục vụ cho công trình. Hiện nay, nhà tắm Caracalla chỉ còn là phế tích, nhưng người đời sau vẫn ngưỡng mộ, vì nó không chỉ là một nhà tắm đầy đủ tiện nghi, có quy mô đồ sộ, mà còn là một công trình văn hóa nổi tiếng.